# 尾上町 (加古川市)
尾上町（おのえちょう）は兵庫県加古川市南西部にある地名、本項ではその前身である加古郡尾上村（おのえむら）についても記す。

## 概要
2006年現在では尾上町旭1-3丁目・尾上町池田・尾上町今福・尾上町口里・尾上町長田・尾上町安田・尾上町養田・尾上町養田1-3丁目よりなる。
隣の別府町と合わせて浜手地区と呼称することがある。

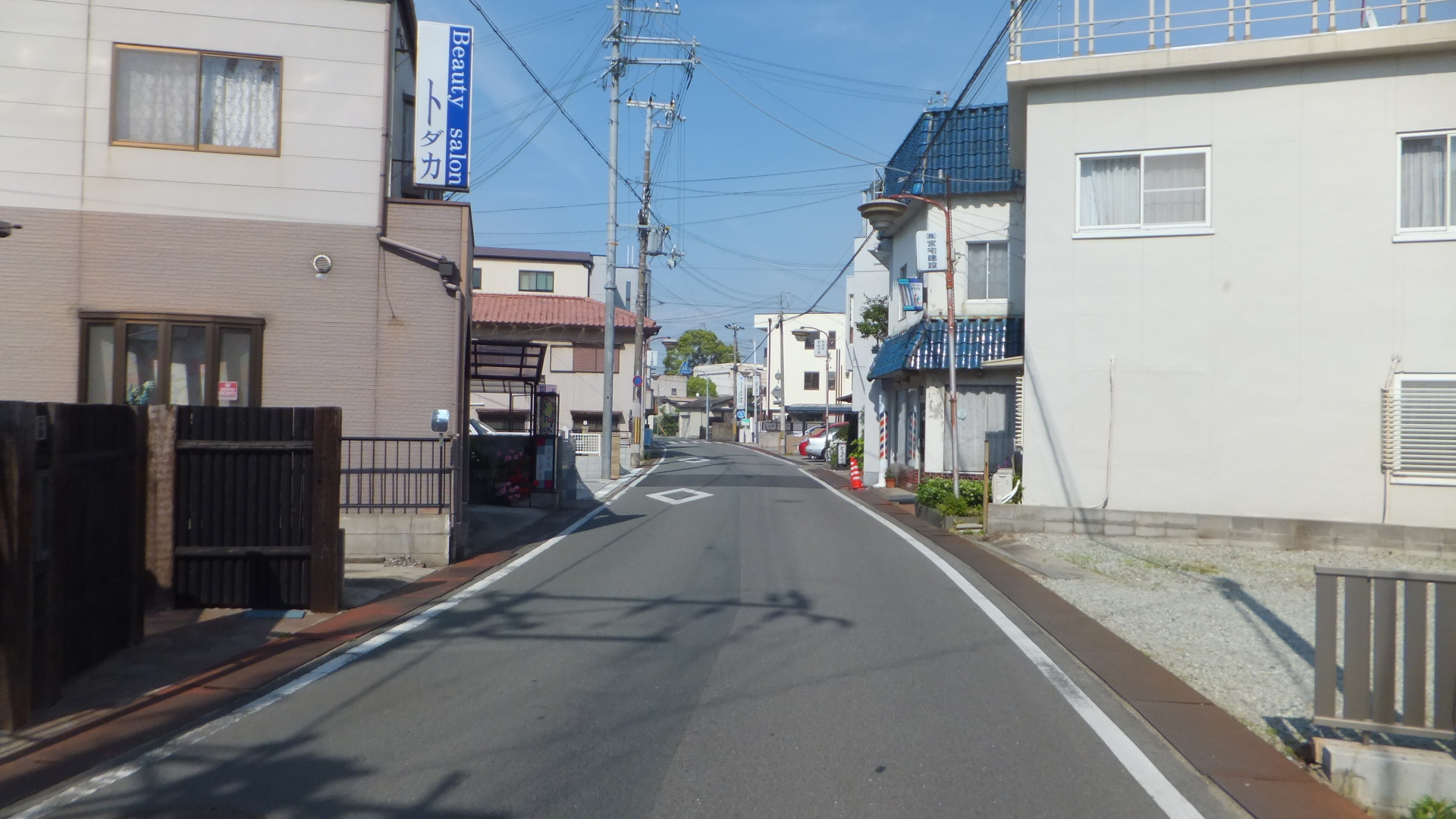
尾上町の住宅地帯 尾上町長田で撮影
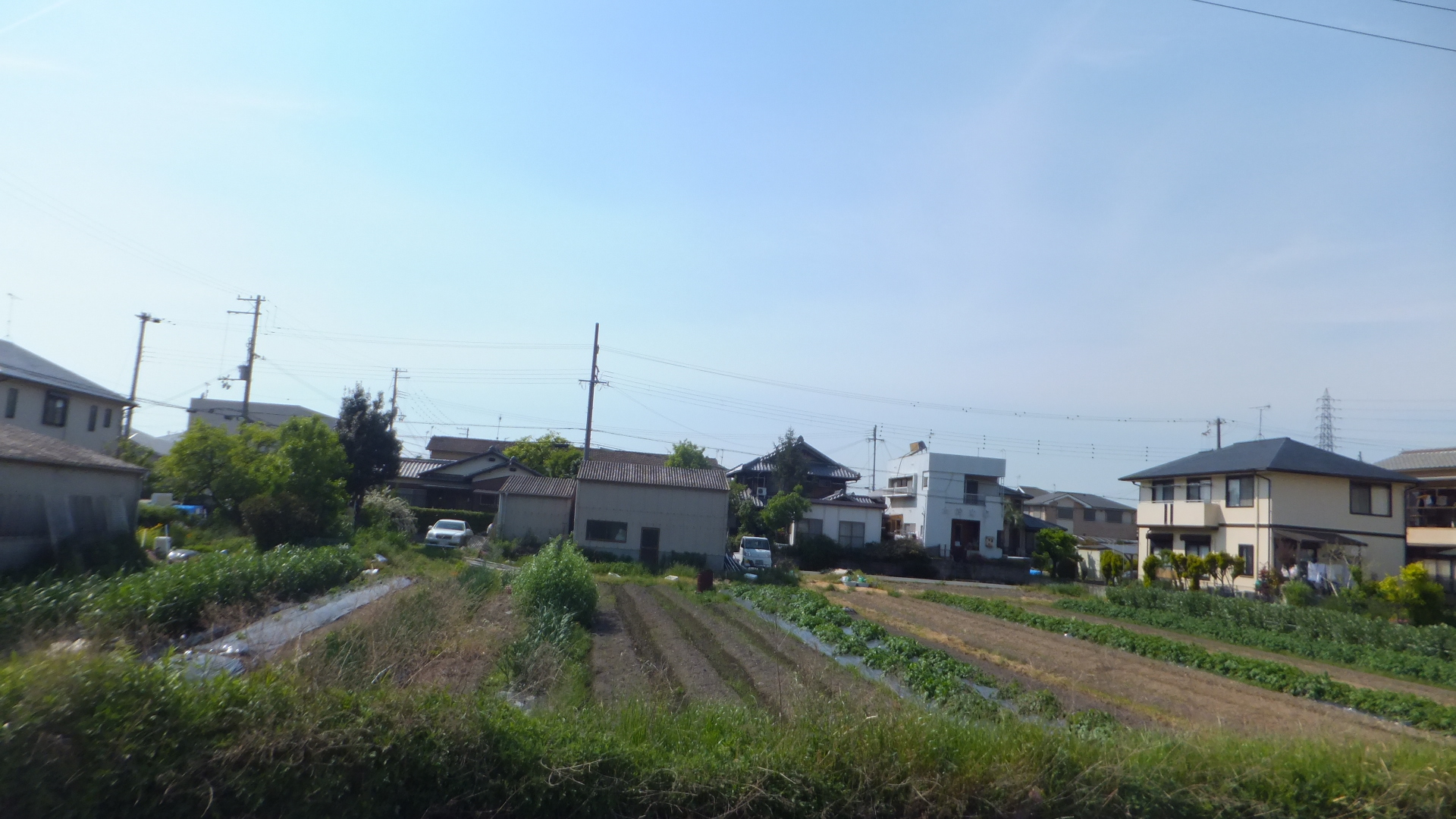
尾上町の農業地帯 尾上町養田3丁目で撮影

## 地理
加古川左岸の河口部にある。地域の東部には別府川が流れる。南側は神戸製鋼所加古川製鉄所であり、煤煙被害が起きているという。東部のかなり広い範囲を浜の宮公園が占める。

## 歴史
- 1889年: 町村制施行により、長田村、口里村、池田村、安田村、今福村、養田村が合併して加古郡尾上村が発足。
- 1913年: 播州鉄道（のちの国鉄高砂線）が開通し当地を通る。
- 1923年: 当地を通る神戸姫路電気鉄道（現在の山陽電気鉄道）が開通し、浜の宮駅と尾上の松駅が同時に開業。
- 1937年から1938年ごろに、加古川飛行場という日本軍の飛行場が建設されている。村域の4分の1を占める規模だったらしい。その他軍の施設がいくつか建設される。
- 1950年: 加古川町・神野村・野口村・平岡村と合併して加古川市が発足。加古川市尾上町となる。
- 1956年: オーミケンシの工場が開業。
- 1984年: 高砂線廃止。

## 現況
加古川市中心部に隣接する住宅地が中心であるが、神戸製鋼の工場に隣接する工業地でもあり（特にオーミケンシの工場は規模が大きい）、国道250号沿いにはロードサイド店が見られるほか、水田も散見される。非常に機能の多い地区といえる。
現在のオーミケンシの所在地は、元、尾上飛行場であった。数多くの歴史がある。

## 教育
尾上町には小学校が三校あるが、中学校は町内にない。1947年4月、 尾上村立尾上中学校が創設されたが、同年6月加古郡学校組合立浜の宮中学校（現加古川市立浜の宮中学校）が創立され、別府町立別府中学校とともに浜の宮中学校の分校となった。同年10月に両分校は統合し、現在地に移転した。そのため、尾上町の中学生は、別府町にある加古川市立浜の宮中学校に通学することとなった。

### 小学校
- 加古川市立浜の宮小学校
- 加古川市立尾上小学校
- 加古川市立若宮小学校

## 交通
山陽電気鉄道本線の浜の宮駅と尾上の松駅があるが、加古川市中心部には鉄道を用いて直接行くことができない（明石駅まで行って乗り換えることになる）。かつて国鉄高砂線があり、尾上駅から加古川市中心部へ行くことができたが、1984年に廃止された。加古川市中心部と高砂市の交通に神姫バスの方が便利だったのが一因という（尾上町はこの二つの中間に位置する）。現在、尾上町で高砂線の遺構が見られる。
路線バスは比較的充実しており、加古川市コミュニティバスであるかこバスは浜手・別府・尾上の3ルートが運行される。

## 祭り・観光スポットなど
- 尾上神社 - 尾上の松や尾上の鐘で有名
- 浜の宮公園
- 観音寺（白旗観音） - 播磨西国三十三箇所28番札所

### 祭り
- 浜手地区で行うふるさと祭りや、浜の宮神社の祭り、もちまき、加古川市立浜の宮小学校地域交流フェスティバルなどがある。

## 出身有名人
- 永田耕衣